# 宮古中央インターチェンジ
宮古中央インターチェンジ（みやこちゅうおうインターチェンジ）は、岩手県宮古市にある三陸沿岸道路（宮古道路・宮古田老道路）・宮古西道路のインターチェンジ (IC) である。
三陸沿岸道路と宮古西道路が接続するジャンクション (JCT) である宮古中央ジャンクション（みやこちゅうおうジャンクション）を併設する。

## 歴史
- 2010年（平成22年）3月21日：三陸自動車道・宮古南IC - 宮古中央IC間開通に伴い供用開始。
- 2019年（平成31年）3月30日：宮古西道路・宮古中央IC - 宮古根市IC開通[1]。
- 2020年（令和2年）7月12日：三陸自動車道・宮古中央IC/JCT - 田老真崎海岸IC間および宮古西道路・宮古港IC - 宮古中央IC間が開通[2]。

## 道路

### 本線

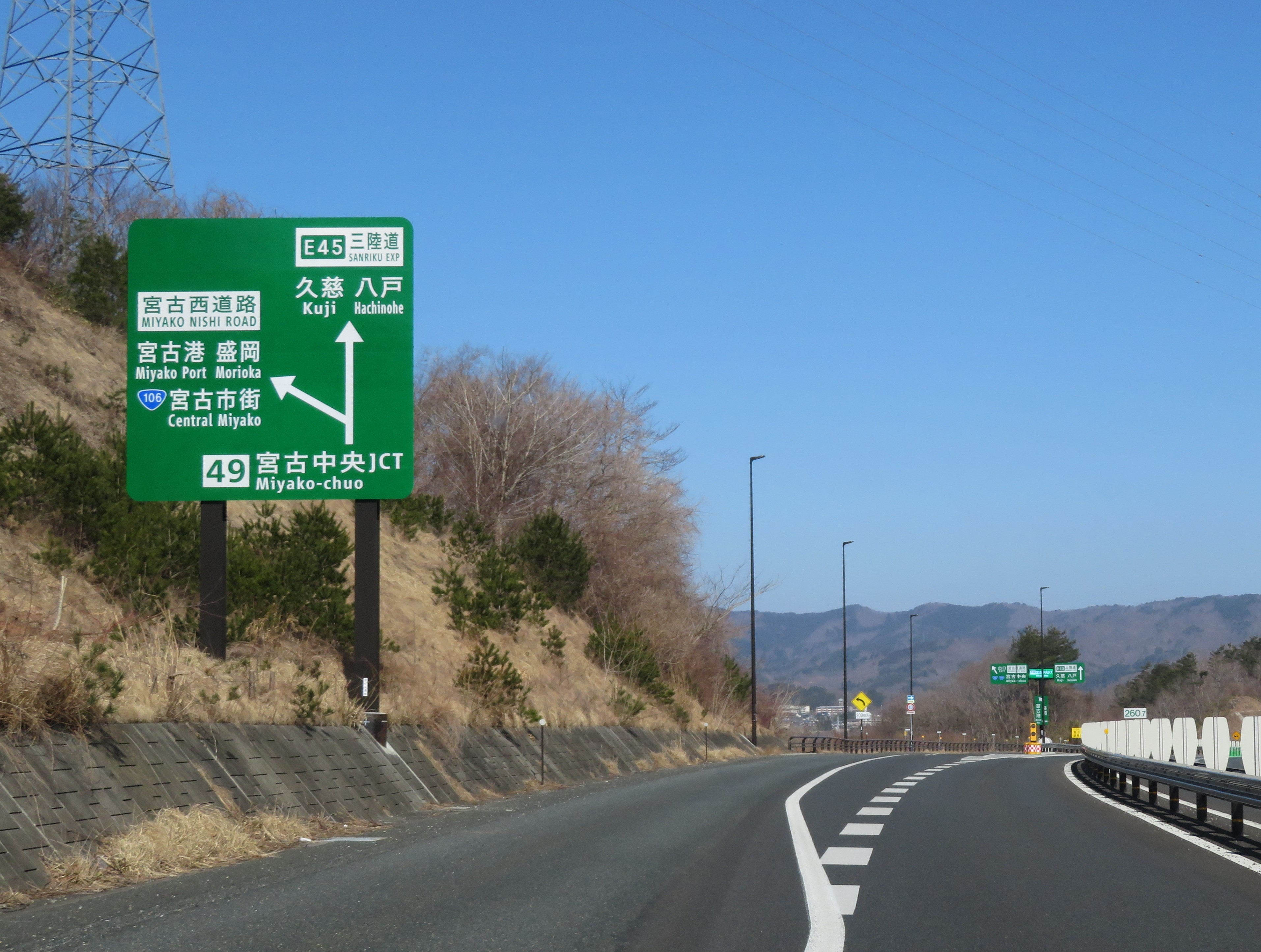
三陸沿岸道路　釜石方面側から撮影

- E45 三陸沿岸道路（宮古道路/宮古田老道路・49番）
- 宮古西道路

### 接続する道路
- 直接接続
  - 宮古中央インター線
  - 岩手県道277号宮古港線
- 間接接続
  - 国道106号（宮古中央インター線経由）
  - 岩手県道40号宮古岩泉線（宮古中央インター線経由）

## 料金所
無料区間のため、設置されていない。

## 周辺
- JR東日本山田線 千徳駅

## 形状
三陸道側のランプウェイはトランペット型である。宮古西道路側のランプウェイはダイヤモンド型であり平面交差がある。

## 隣
E45 三陸沿岸道路（宮古道路/宮古田老道路）
(48) 宮古南IC - (49) 宮古中央IC/JCT - (50) 宮古北IC
 宮古西道路
宮古港IC - 宮古中央IC - 宮古田鎖IC